# 青いソラ白い雲
『青いソラ白い雲』（あおいソラしろいくも）は、2012年の日本映画。金子修介監督。

## ストーリー
東京都内に暮らす小林リエ（森星）は、旅行会社社長の父・寛一（渡辺裕之）、専業主婦の母・理沙（畑中葉子）、母方の祖母との4人暮らし。高校三年生のリエは、苦労知らずのお嬢様育ちだった。
2010年のクリスマスイヴの夜。リエは、友達3人と恋人の山崎翼（近江陽一郎）を招き、クリスマスパーティーを開く。ところが、年が明けてしばらくした2011年2月14日、バレンタインデーに父親と母親は離婚し、母親はロサンゼルス旅行に旅立ってしまう。
3月10日、秋からロサンゼルスの大学に入学することが決まっていたリエは、友達や翼と別れてロサンゼルスに向かうが、翌3月11日に東日本大震災が発生する。
そして3月22日。東京に戻ってきたリエは、手にガイガーカウンターを持ち、自宅周辺を計測する。だが、父親は詐欺罪で警察に連行され、自宅は借金のために差し押さえられてしまう。
被災地から戻った翼は、現地から連れ帰った犬をリエに託して去ってゆく。途方に暮れたリエは、公園で野宿をすることに。翌日、道を歩いていると高校時代の友人・戸田梓（村田唯）と再会をする。ストリート・ミュージシャンとして活動する梓の自宅に転がり込んだリエは、彼女の兄・若林健人（大沢樹生）と出会うこととなる。
ロサンゼルスに戻る航空券を盗まれ、現金もなく、クレジットカードも使えないリエは、生活費を稼ぐためにアルバイト探しを始める。かつて読者モデルとして雑誌にも掲載されたことがあるリエは、モデルの仕事を見つけようとするが？

## キャスト
- 森星
- 大沢樹生
- 渡辺裕之
- 畑中葉子
- 村田唯
- 近江陽一郎
- 仁科貴
- 金子奈々子
- 戸塚純貴
- 泊帝
- 増山加弥乃
- 西村優奈
- アイラ（タレント犬）[1]
- Ellie
- 髙橋郁哉
- 橋本マナミ（細川愛実 名義）

## スタッフ
- 監督：金子修介
- 脚本：金子二郎、荻原恵礼、金子修介
- 音楽：山崎一稔
- 主題歌：波平あゆ子「ai」